# Житловий комплекс «Башти»
Житловий комплекс «Башти» — 30-поверхові житлові башти-хмарочоси у місті Дніпро. Башти-близнята є складовою частиною архітектурного ансамблю Крутогірний. Найвищі будинки в Україні поза межами Києва.

## Будівництво
Проєкт хмарочоса розробили дніпровські архітектори: Олександр Дольник, Сергій Пісчаний і Валентин Богманов ще у 1998 році. У 1999 розпочалось закладання фундаменту.
Спочатку почали будувати західну башту, її спорудження тривало у 1999—2003 роах, східної — 2003—2005 роках.

## Характеристики
- (-2) паркінг на 116 автомобілів.
- (-1)—3 розважальні поверхи.
- 3—25 житлові поверхи.
- 25—28 технічні поверхи.

План комплексу

- Головний вхід «Башт» починається з масштабного вестибюля, з якого можна відправитись в бар, чи більярдну. На першому поверсі розміщені ігрові автомати, тренажерний зал і басейн.
- В цьому будинку розміщений навіть медпункт, приміщення охорони, гардеробна, душові і косметичні кабінети. У підвалі розміщені дві (на кожну з башт) автостоянки на 76 місць. На випадок пожежі в будівлі є насосна станція зі своїм великим запасом води.
- На випадок вимкнення світла в будівлі є два трансформатори, які підтримують електрозабезпечення в будинку.
- Кожна з башт має корисну площу 29,403 м² (не враховуючи 2 підземні поверхи) і містить 103 кімнати.
- Через нерівність рельєфу, на якому споруджені «Башти», хмарочос має різну висоту зі сторін, від 106 до 123 метрів, всі 30 поверхів видно тільки з однієї сторони.

## Архітектурні премії
- Всеукраїнський конкурс на найкращу будівлю і споруду (2003).
- Премія національного союзу архітекторів (2006).
- Державна премія в області архітектури (2007).